# Хат макки

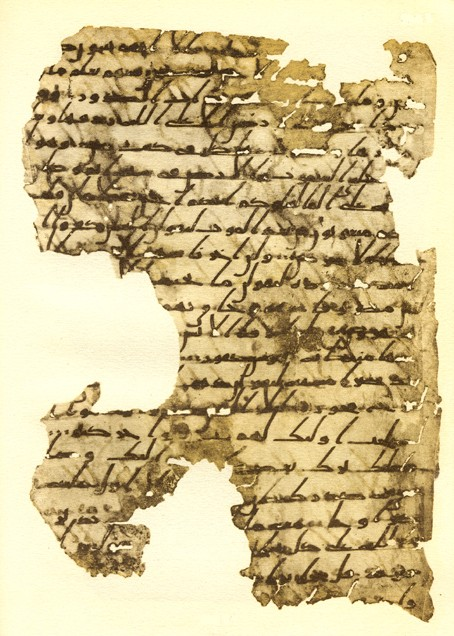

Шрифт макки, мекканский шрифт (араб. خط مكي‎ ) — один из самых архаичных каллиграфических шрифтов арабского письма, сформировавшийся среди переписчиков Мекки. В библиографической энциклопедии Аль-фихрист книготорговца Ибн ан-Надима упоминаются четыре «перво-письменности»: макки, мадани, басри и куфи. Для мекканского почерка характерен наклон вправо. В дальнейшем макки развился в почерк хиджази.